# 相对性状
相对性状（英語：Relative character）是指一种生物的同一种性状的不同表现类型，这些性状是能够稳定地遗传给后代的。